# Râul Coșnia
Râul Coșnia este un curs de apă, afluent al râului Tazlăul Sărat. 